# 馬爾杜
馬爾杜（又译马尔都）是愛沙尼亞哈爾尤縣的一個城市型市镇，為塔林都市圈的一部分。市镇面積23平方公里。2021年时人口数量为15,503人。
爱沙尼亚最大的货物港口穆加港（Muuga）部分位于马尔杜市镇内。
根據2000的人口普查，該市有人口16,738人，其中61.7%是俄羅斯人、19.9是愛沙尼亞人、6.6%是烏克蘭人、5.7%是白俄羅斯人、1.5%是塔塔爾人、0.9%是芬蘭人、0.6%是波蘭人、0.5%是立陶宛人、0.2%是拉脫維亞人、0.2%是德國人，還有0.1%是猶太人。該市是愛沙尼亞的城市中，愛沙尼亞人占人口比例最低的城市之一。

## 友好城市
- 法國 滨海拉塞讷